# آمیبو
آمیبو  (amiibo) پیکرک های واقعی شرکت نینتندو می‌شوند که این توانایی را دارند که برخی ویژگی‌ها و رازها در بازی‌های مختلف روی پلتفرم‌های بازی مختلف شرکت نینتندو را فعال کنند، که برای اولین بار و به طور رسمی ۱۲ ژوئن سال ۲۰۱۴ معرفی شد.

## شیوه کار
https://www.nintendo.com/eu/media/images/10_share_images/others_3/amiibo_4/SI_WiiU_Amiibo_image800w.png
هر آمیبو به گونه‌ای طراحی شده که شبیه به یکی از شخصیت‌های بازی‌های ویدیویی باشد و صد البته یک تراشه‌ی فرکانس شناساسی رادیویی مخفی (RFID) نیز در خود دارد. وقتی که بازیکن تراشه‌ داخل آمیبو را با یک دستگاه مناسب نینتندو اسکن کند، سیستم این توانایی را دارد که تشخیص بدهد این فرکانس متعلق به کدام آمیبو است و طبق آن اقدام مناسب و از پیش تعریف شده را انجام دهد.
تاثیراتی مختلفی که اسکن کردن هرآمیبو به همراه دارد، از یک بازی به بازی دیگر تفاوت خواهند کرد. برخی از عناوین مثل بازی برادران سوپر اسمش بر روی کنسول‌های وی یو و ۳دی‌اس حتی به بازیکن اجازه می‌دهند که اطلاعاتی بر روی آمیبو ذخیره کنند. این قابلیت به بازیکن این امکان را می‌دهد که شخصیت‌های مورد علاقه‌ خود را شخصی سازی کند، اطلاعات را بر روی آمیبو ذخیره کرده و سپس از آن بر روی هر کنسول وی یو یا  ۳دی‌اس  دیگری بهره ببرد.
البته اکثر آمیبوها و بازی‌ها در یک رابطه‌ یک طرفه‌ عمل می‌کنند. این بدان معنی است که کنسول‌های نینتندو این آمیبوها را اسکن می‌کنند و به بازی می‌گویند که با کدام یک از آن‌ها طرف است اما بر روی خود آمیبو تغییری ایجاد نمی‌شود. در این موارد، اسکن کردن آمیبو تنها باعث باز شدن یک شخصیت، پوسته، مرحله جدید و یا نوع تاثیری خاص دیگر در بازی می‌شود و نه چیز دیگری.
پیکرک های آمیبو بیشتر برای این طراحی شده‌اند که تجربه‌ شما در بازی‌های کنسول نینتندو را بهبود ببخشند تا اینکه بخواهند یک وسیله‌ای اجباری در راستای تکمیل کردن این بازی‌ها باشند. تنها بازی‌ای که در عمل نیاز به این آمیبوها دارد تا بتوانید آن را تکمیل کنید بازی Animal Crossing: Amiibo Festival است. در بقیه‌ بازی‌ها استفاده ازپیکرک های آمییبو صرفا باعث بهبود تجربه‌ شما شده و بازی را آسان‌تر می‌کند.

## منبع
- آمیبو در وبسایت رسمی نیتندو